# Гривцов, Александр Иванович
Александр Иванович Гривцов (15 апреля 1914, Солнцевский район — 18 февраля 1944, Эстония) — красноармеец Рабоче-крестьянской Красной Армии, участник Великой Отечественной войны, Герой Советского Союза (1944).

## Биография
Александр Гривцов родился 15 апреля 1914 года в селе Лещина Плата (ныне — Гололобовка Солнцевского района Курской области) в семье крестьянина. Окончил семь классов школы, работал водителем автобазы. В 1941 году Гривцов был призван на службу в Рабоче-крестьянскую Красную Армию. С июня того же года — на фронтах Великой Отечественной войны. К февралю 1944 года красноармеец Александр Гривцов был шофёром 504-го лёгкого артиллерийского полка 65-й лёгкой артиллерийской бригады 18-й артиллерийской дивизии 3-го артиллерийского корпуса прорыва 2-й ударной армии Ленинградского фронта. Отличился во время освобождения Эстонской ССР.
11 февраля 1944 года в ходе форсирования Нарвы в районе деревни Долгая Нива Сланцевского района Ленинградской области Гривцов сумел без потерь переправить материальную часть подразделения на западный берег. 18 февраля он погиб, доставляя боеприпасы и продовольствие дивизиону, попавшему в окружение. Похоронен в посёлке Синимяэ (Эстония).

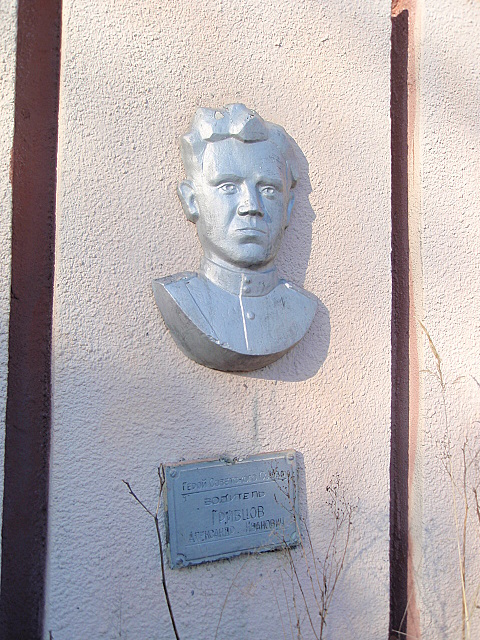
Барельеф Героя Советского Союза А. И. Гривцова на памятном знаке в пос. Щирец Львовской области на территории бывшей воинской части

Указом Президиума Верховного Совета СССР от 1 июля 1944 года за «образцовое выполнение боевых заданий командования на фронте борьбы с немецкими захватчиками и проявленные при этом мужество и героизм» красноармеец Александр Гривцов посмертно был удостоен высокого звания Героя Советского Союза. Также был награждён орденом Ленина и медалями.

## Память
- Имя воина-водителя, Героя Советского Союза А. И. Гривцова увековечено на стене памяти Уссурийского высшего военного автомобильного командного училища.

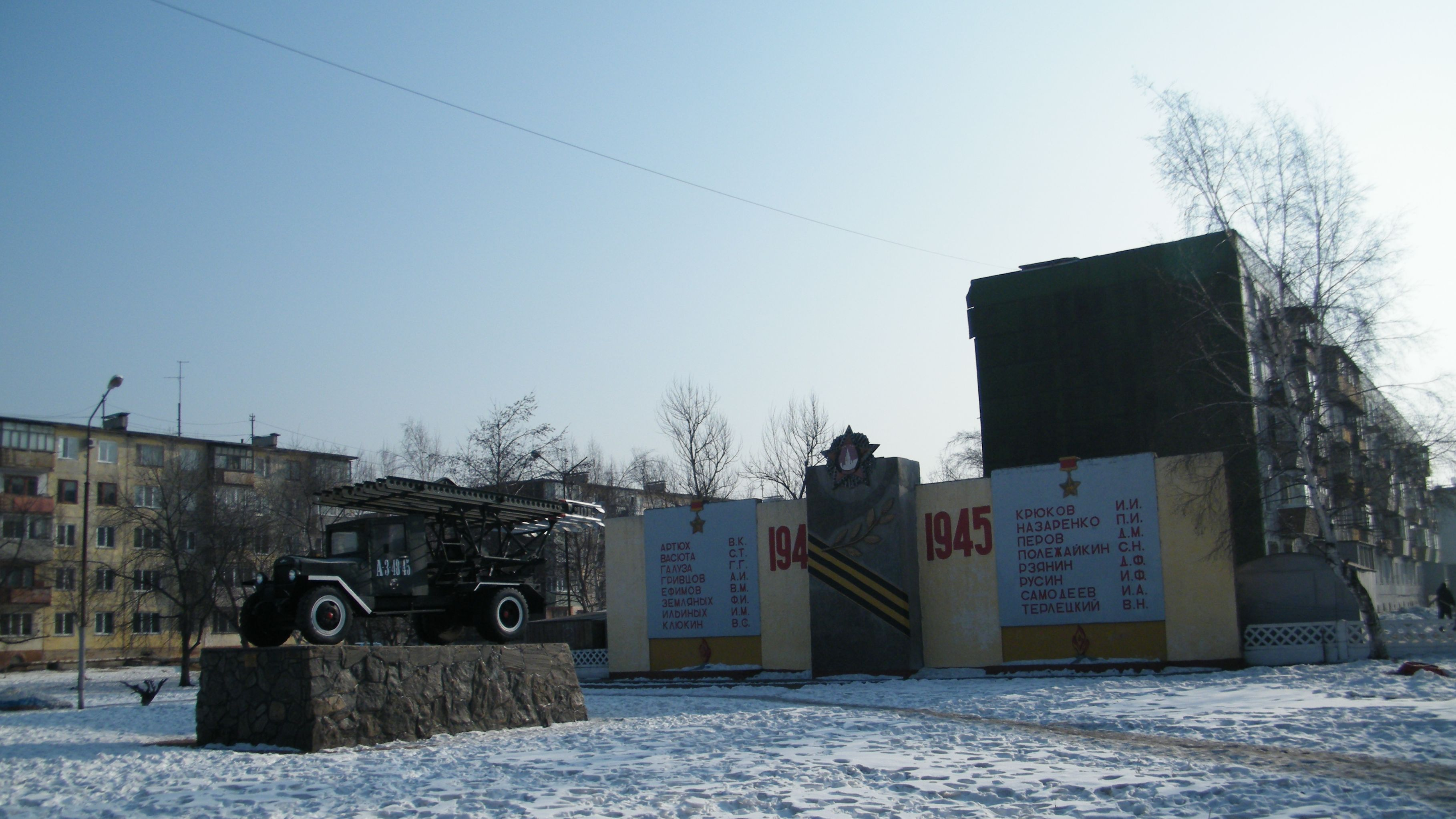
Город Уссурийск, УВВАКУ

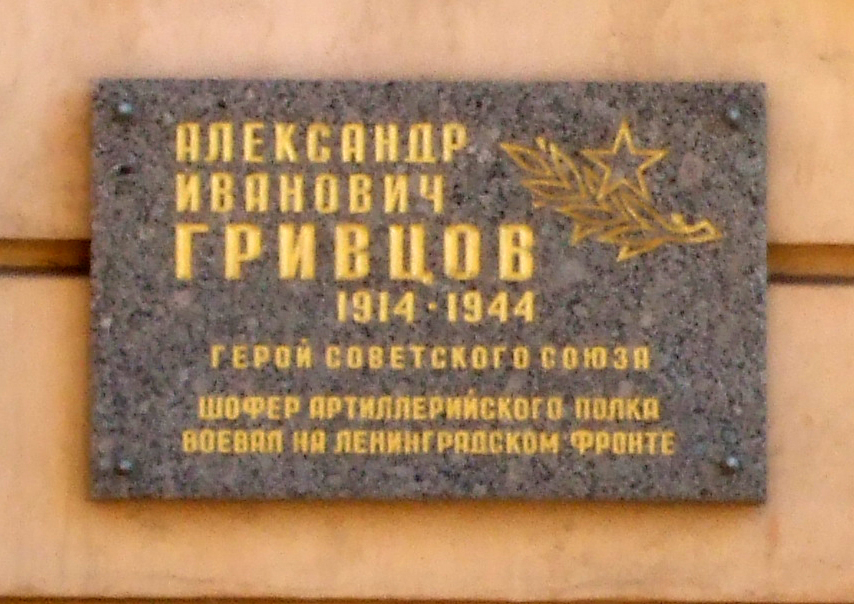
Мемориальная доска в Петербурге

- Имя героя носит переулок в Санкт-Петербурге.